# Herb Sokółki
Herb Sokółki – jeden z symboli miasta Sokółka i gminy Sokółka w postaci herbu.

## Wygląd i symbolika
Herb Przedstawia tarczę dwudzielną w pas, na ktrej w polu górnym żółtym widnieje żubr barwy brunatnej, w dolnym czerwonym widnieje połowa sylwetki rycerza ubranego w białą zbroję, trzymającego miecz w prawej dłoni.

## Historia
Herb Sokółka otrzymała w 1609 od króla Zygmunta III Wazy wraz z nadaniem praw miejskich.
W 1845 roku za panowania Mikołaja I Romanowa Sokółce nadany został herb z tarczą podzieloną w pas. Górna część nawiązywała do herbu guberni grodzieńskiej, a w dolnej części tarczy na żółtym polu umieszczona była połowa sylwetki uzbrojonego rycerza, który w uniesionej prawej dłoni trzymał miecz. 28 lutego 1861 roku za panowania cara Aleksandra II Romanowa herb Sokółki zmieniony został poprzez usunięcie górnego pola tarczy.

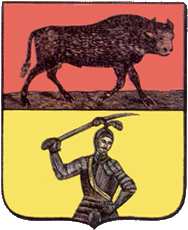
Herb z 1845 roku
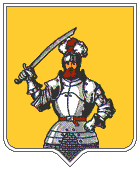
Herb z 1861 roku
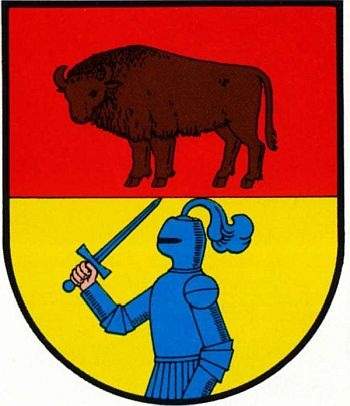
Herb z 1994 roku